# Fédération Congolaise de Basketball
La Fédération Congolaise de Basketball è l'ente che controlla e organizza la pallacanestro nella Repubblica del Congo.
La federazione controlla inoltre la nazionale di pallacanestro della Repubblica Congo e ha sede a Brazzaville.
È affiliata alla FIBA dal 1962 e organizza il campionato di pallacanestro della Repubblica del Congo.